# Weliczko Weliczkow
Weliczko Christow Weliczkow (bułg. Величко Христов Величков, ur. 10 kwietnia 1934 w Plewenie, zm. 27 października 1982) – bułgarski strzelec sportowy. Srebrny medalista olimpijski z Tokio.
Specjalizował się w karabinku małokalibrowym. Brał udział w trzech igrzyskach (IO 60, IO 64, IO 68). W 1964 był drugi w trzech postawach na dystansie 50 m. W 1958 sięgnął po srebro mistrzostw świata. 